# Helmut Grasser

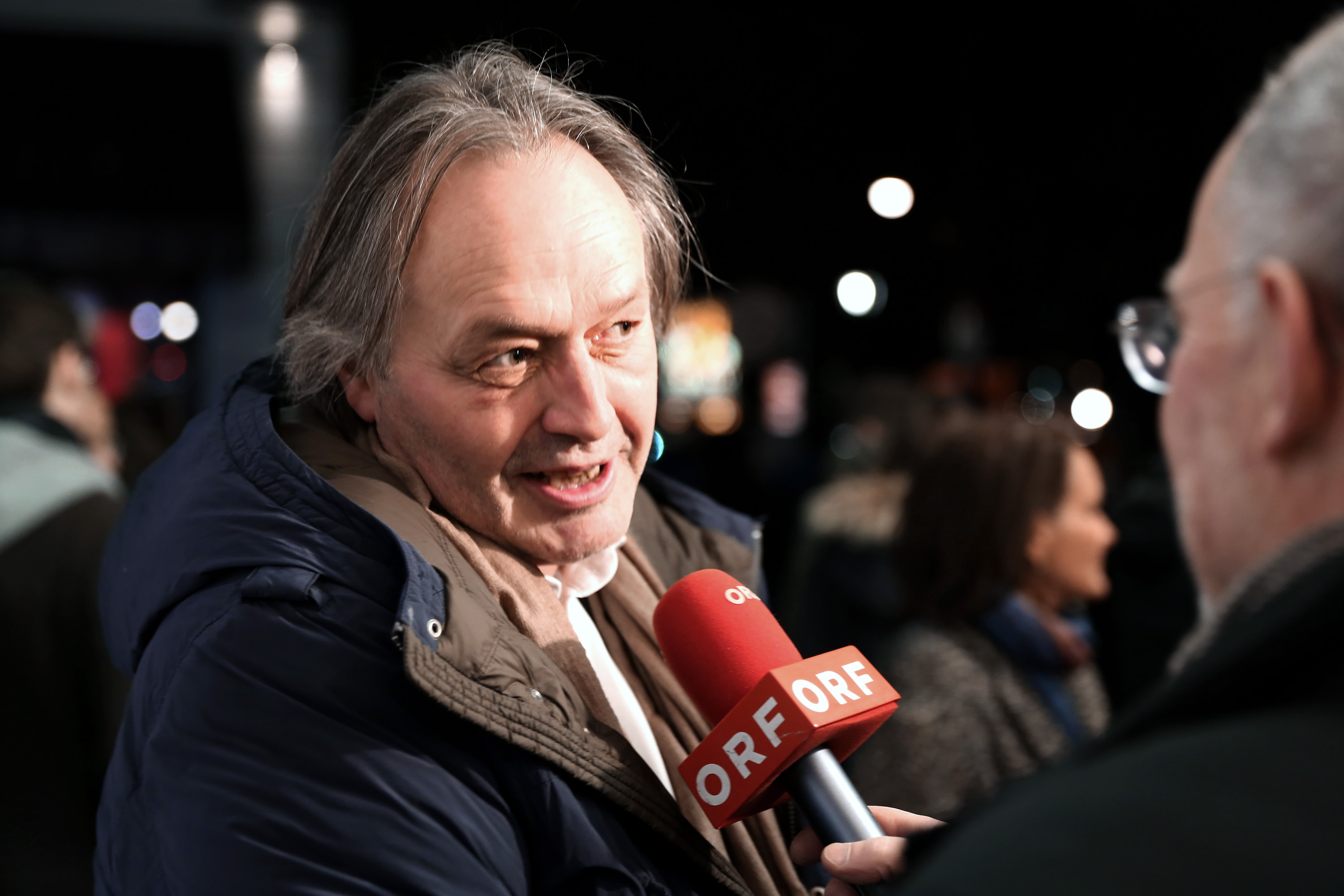
Helmut Grasser bei der Premiere von Gruber geht (2015)

Helmut Grasser (* 1961 in Klagenfurt) ist ein österreichischer Filmproduzent der Allegro Film.

## Leben und Wirken
Helmut Grasser gründete 1989 die Filmproduktionsgesellschaft Allegro Film, die er bis heute leitet und mit der er bisher über 60 Filme produzierte.
1993 führte er bei „Die Wahlkämpfer“ sein bisher einziges Mal Regie. In jenem zweistündigen Dokumentarfilm begleitete er den österreichischen Populisten Jörg Haider von Wahlveranstaltung zu Wahlveranstaltung und gab Wahlhelfern und Wählern unkommentiert Platz für ihre Äußerungen zu Jörg Haider und ihren Wahlmotiven. Er gewann hierfür den Prix Europa für den besten Fernsehfilm des Jahres.
Als Produzent konnte er mit dem Dokumentarfilm „We Feed the World“ (2005) seinen bisher größten Erfolg mit über 200.000 Besuchern in Österreich und einem Vielfachen davon im Ausland verzeichnen. 2013 gewann er den deutschen Filmpreis (Lola) für den besten Dokumentarfilm „More than honey“ (Regie: Markus Imhof). Im Jahr 2014 gewann „Das Finstere Tal“ (Regie Andreas Prochaska) achtmal den deutschen Filmpreis „Lola“, sowie neunmal den österreichischen Filmpreis, darunter auch den Preis für den besten Film.
Von 1996 bis 2001 war er Mitglied der Auswahlkommission des Österreichischen Filminstitutes sowie zwischen 2009 und 2012?. Von 2002 bis 2006 war er Mitglied des Kuratoriums des Filmfonds Wien und seit 2002 ist er Mitglied der European Film Academy. Von 1999 bis 2005 war er Sprecher des Verbandes Österreichischer Filmproduzenten (AAFP) und anschließend bis 2006 dessen Präsident. In jenem Jahr erfolgte nach Meinungsverschiedenheiten zwischen den kommerziell ausgerichteten, zumeist größeren Filmproduktionsgesellschaften mit den kleinen, künstlerisch ambitionierten Gesellschaften über staatliche Fördermittel eine Abspaltung ersterer, die seither im neuen Verband Film Austria organisiert sind, dem Helmut Grasser als Obmann vorsteht.
Im Jahr 2009 hat Helmut Grasser gemeinsam mit anderen österreichischen Filmschaffenden die Akademie des Österreichischen Films gegründet. Am 7. Dezember 2014 wurde Helmut Grasser der Kulturpreis des Landes Kärnten verliehen.

## Auszeichnungen
- 2001: Internationale Filmfestspiele von Venedig  Großer Preis der Jury an Ulrich Seidl für „Hundstage“
- 2001: Gijón International Film Festival: „Hundstage“ Großer Preis der Jury an Ulrich Seidl, Spezialpreis der Jury an Maria Hofstätter
- 2002: Austria Ticket für “Hundstage”
- 2002 Österreichischer Filmpreis für „Hundstage“
- 2002 Bergen International Film Festival 2002: Jurypreis an Ulrich Seidl
- 2006: Austria Ticket für „We Feed the World“
- 2006: Motovun International Film Festival FIPRESCI-Preis für „We Feed the World“
- 2006: Amnesty international human rights film award für “We Feed the World”
- 2007: Austria Ticket für „In 3 Tagen bist du tot“
- 2008: Austria Ticket für „In 3 Tagen bist du tot 2“
- 2009: Deutscher Fernsehpreis für Ein halbes Leben in den Kategorien Beste Regie (Nikolaus Leytner) und Bester Schauspieler Hauptrolle (Josef Hader).
- 2009: Deutscher Dokumentarfilmpreis für „Let’s make Money“
- 2009: Austria Ticket für „Let’s make Money“
- 2009: Austria Ticket für „Der Fall des Lemming“
- 2010: Adolf-Grimme-Preis für „Ein halbes Leben“ in der Kategorie Fiktion mit persönlichen Auszeichnungen an Nikolaus Leytner (Buch/Regie), Franziska Walser, Josef Hader und Matthias Habich (Darstellung)
- 2010 Austria Ticket für „Am Anfang war das Licht“
- 2013: Deutscher Filmpreis für „More than Honey“ als Bester programmfüllender Dokumentarfilm
- 2013: ROMY für „More than Honey“ als Beste Dokumentation Kino
- 2013: Schweizer Filmpreis für „More than Honey“ – Bester Dokumentarfilm und Beste Filmmusik
- 2013: Bayerischer Filmpreis 2013 für „Das finstere Tal“ als Beste Regie (Andreas Prochaska) und Bester Darsteller (Tobias Moretti)
- 2014: ROMY für „Das Finstere Tal“ als Bester Kinofilm (Andreas Prochaska) und Bester Produzent Kinofilm (Helmut Grasser, Stefan Arndt)
- 2014: Austria Ticket für „Das Finstere Tal“
- 2014: Deutscher Filmpreis – 8 Lolas für Das Finstere Tal u. a. Silberne Lola als Bester programmfüllender Spielfilm
- 2014: Filmjournalistenpreis „Der papierene Gustl“ für Das Finstere Tal als Bester österreichischer Film des Jahres
- 2014: Großer Kulturpreis des Landes Kärnten
- 2015: ROMY für „Gruber geht“ – Beste Kamera (Leena Koppe)
- 2015: Beijing International Filmfestival „Gruber geht“ – Preis für beste Musik
- 2015: Österreichischer Filmpreis für Das finstere Tal als Bester Spielfilm plus 8 weitere
- 2015: Preis für Innovative Produktionsleistung der VAM für „Das finstere Tal“ für die Allegro Film

## Filmografie (Auswahl)
Als Produzent
- 1990: Schatten im Rampenlicht
- 1993: Die Wahlkämpfer (auch Regie)
- 1993: Halbe Welt
- 1994: Südosttangente
- 1995: Vorwärts
- 1996: Stille Wasser
- 1997: Schwarzfahrer (Drehbuch)
- 2000: Der Überfall
- 2001: Die Gottesanbeterin
- 2001: Hundstage
- 2002: Ikarus
- 2003: Ausgeliefert
- 2003: Twinni
- 2005: Shadow of the Sword – Der Henker
- 2005: We Feed the World
- 2006: In 3 Tagen bist du tot
- 2007: Die Geschworene
- 2008: Ein halbes Leben
- 2008: Darum
- 2008: In 3 Tagen bist Du tot – Teil 2
- 2008: Let’s Make Money
- 2009: Der Fall des Lemming
- 2009: Tatort – Kinderwunsch
- 2009: Tortuga – die unglaubliche Reise der Meeresschildkröte
- 2010: Tatort – Glaube Liebe Tod
- 2010: Furcht & Zittern
- 2010: Am Anfang war das Licht
- 2010: Willkommen in Wien
- 2010: Black Brown White
- 2010: Meine Tochter nicht (Fernsehfilm)
- 2011: Tatort – Vergeltung
- 2011: Vertraute Fremde
- 2011: More than Honey
- 2011: Kebab mit Alles
- 2011: Der Wettbewerb
- 2014: Macht Energie
- 2014: Das finstere Tal
- seit 2014: Landkrimi (Fernsehreihe)
  - 2014: Alles Fleisch ist Gras
  - 2016: Endabrechnung
  - 2018: Steirerkind
  - 2019: Steirerkreuz
  - 2020: Steirerwut
  - 2021: Steirertod
  - 2021: Steirerrausch
  - 2022: Steirerstern
  - 2022: Steirergeld
  - 2023: Steirerangst
  - 2023: Steirerschuld
  - 2024: Steirergift
  - 2024: Steirermord
- 2015: Gruber geht
- 2015: Beautiful Girl
- 2016: Mein Fleisch und Blut
- 2016: Die Stille danach
- 2016: Bauer unser
- 2017: Die Hölle
- 2017: Kebab extra scharf!
- 2018: Die Wunderübung
- 2019: Love Machine
- 2019: Südpol
- 2019: Mind the Gap
- 2020: Tatort: Pumpen
- 2020: Das Glück ist ein Vogerl
- 2022: Alles finster (Fernsehserie)
- 2022: Love Machine 2
- 2025: Mord in Wien – Der letzte Bissen (Fernsehreihe)